# Charlotte Hannik
Charlotte Aafke "Lo" Hannik (Rotterdam, 3 november 1921 – Zeist, 4 februari 1996) was kinderarts en verantwoordelijk voor het Rijksvaccinatieprogramma.

## Biografie
Charlotte "Lo" Hannik studeerde geneeskunde in Amsterdam. Na haar opleiding werkte ze in het Amsterdamse Wilhelmina Gasthuis waar ze ervaring opdeed met difterie, kinkhoest, roodvonk en tuberculose. Ze specialiseerde zich tot kinderarts in Leiden.

## Rijksvaccinatieprogramma
Hannik organiseerde in 1957 bij de Geneeskundige Hoofdinspectie (GHI) in Den Haag het Nederlandse rijksvaccinatiecampagne tegen poliomyelitis, verkort polio. Sinds 1953 werd door het Rijksinstituut voor Volksgezondheid en Milieu (RIVM) al een gratis vaccin ter beschikking gesteld tegen difterie, kinkhoest, roodvonk en tuberculose. Pas wanneer in 1957 de poliovaccinatiecampagne - gericht op alle kinderen tot vijftien jaar - van start gaat, is er sprake van een nationaal vaccinatieprogramma. Deze rijksvaccinatiecampagne onder leiding van inspecteur in algemene dienst Lo Hannik duurde tot 1960.  
In 1962 werd Hannik aangesteld bij het  Rijksinstituut voor Volksgezondheid (RIVM) als hoofd productie en kwaliteitscontrole van vaccins. Bij het RIVM ging Hannik onderzoek doen naar de bijwerkingen van vaccins. Met name onderzoek naar het kinkhoestvaccin, een van de componenten van het DKTP-vaccin dat aan alle zuigelingen werd aangeboden in het Rijksvaccinatieprogramma, had haar aandacht. Hannik was een grote autoriteit in binnen- en buitenland op het gebied van bijwerkingen van vaccins. 
Hannik hield namens de  Rijksinstituut voor Volksgezondheid (RIVM) toezicht op de productie- en controleprotocollen van de laboratoria belast met de bereiding van vaccins. 
In 1982 werd Hannik benoemd tot officier in de Orde van Oranje-Nassau.